# USS Skate (SS-305)
| «Скейт» | «Скейт»                                                                              | «Скейт»                                                                              |
| --- | ------------------------------------------------------------------------------------ | ------------------------------------------------------------------------------------ |
| USS Skate (SS-305) |                                                                                      |                                                                                      |
| |                                                                                      |                                                                                      |
| Американський ПЧ «Скейт» виходить з верфі Mare Island Naval Shipyard. 28 липня 1943 |                                                                                      |                                                                                      |
| Верф | Mare Island Naval Shipyard, Вальєхо, Каліфорнія                                      | Mare Island Naval Shipyard, Вальєхо, Каліфорнія                                      |
| Під прапором | США                                                                                  | США                                                                                  |
| Належність | ВМС США                                                                              | ВМС США                                                                              |
| Порт приписки | Перл-Гарбор, Мідвей                                                                  | Перл-Гарбор, Мідвей                                                                  |
| На честь | риби родини скатів                                                                   | риби родини скатів                                                                   |
| Замовлення | 15 грудня 1941                                                                       | 15 грудня 1941                                                                       |
| Закладений | 1 серпня 1942                                                                        | 1 серпня 1942                                                                        |
| Спуск на воду | 4 березня 1943                                                                       | 4 березня 1943                                                                       |
| Введений до складу флоту | 15 квітня 1943                                                                       | 15 квітня 1943                                                                       |
| Виведений зі складу флоту | 21 жовтня 1948                                                                       | 21 жовтня 1948                                                                       |
| На службі | 1943—1948                                                                            | 1943—1948                                                                            |
| Сучасний статус | 5 жовтня 1948 року затоплений як корабель-мішень поблизу Південної Каліфорнії        | 5 жовтня 1948 року затоплений як корабель-мішень поблизу Південної Каліфорнії        |
| Бойовий досвід | Друга світова війна Тихоокеанський ТВД                                               | Друга світова війна Тихоокеанський ТВД                                               |
| Нагороди | 8 бойових зірок                                                                      | 8 бойових зірок                                                                      |
| Проєкт |                                                                                      |                                                                                      |
| Тип ПЧ | дизель-електричний торпедний ДПЧ                                                     | дизель-електричний торпедний ДПЧ                                                     |
| Розробник проєкту | Electric Boat                                                                        | Electric Boat                                                                        |
| Основні характеристики |                                                                                      |                                                                                      |
| Швидкість (надводна) | 20,25 вузол (38 км/год)                                                              | 20,25 вузол (38 км/год)                                                              |
| Швидкість (підводна) | 8,75 вузлів (16 км/год)                                                              | 8,75 вузлів (16 км/год)                                                              |
| Робоча глибина занурення | 60 м                                                                                 | 60 м                                                                                 |
| Гранична глибина занурення | 120 м                                                                                | 120 м                                                                                |
| Дальність плавання | 11 000 миль (20 000 км) на швидкості 10 вузлів (18,6 км/год) (надводна)              | 11 000 миль (20 000 км) на швидкості 10 вузлів (18,6 км/год) (надводна)              |
| Автономність плавання | 48 годин на швидкості 2 вузли (3,7 км/год) 75 днів                                   | 48 годин на швидкості 2 вузли (3,7 км/год) 75 днів                                   |
| Екіпаж | 81 офіцер та матрос                                                                  | 81 офіцер та матрос                                                                  |
| Розміри |                                                                                      |                                                                                      |
| Довжина найбільша (по КВЛ) | 95,05 м                                                                              | 95,05 м                                                                              |
| Ширина корпусу найб. | 8,33 м                                                                               | 8,33 м                                                                               |
| Середня осадка (по КВЛ) | 5,13 м                                                                               | 5,13 м                                                                               |
| Водотоннажність надводна | 1 550 т                                                                              | 1 550 т                                                                              |
| Водотоннажність підводна | 2 463 т                                                                              | 2 463 т                                                                              |
| Силова установка |                                                                                      |                                                                                      |
| дизель-електрична; 4 × головні дизельних двигуни Fairbanks-Morse Model 38D8-⅛ 2 × 126-секційні хімічних батареї типу «Сарго» 4 × високошвидкісні електродвигуни General Electric з редукторами |                                                                                      |                                                                                      |
| Гвинти | 2                                                                                    | 2                                                                                    |
| Потужність | 2 740-5400 к.с.                                                                      | 2 740-5400 к.с.                                                                      |
| Озброєння |                                                                                      |                                                                                      |
| Артилерія | 1 × 127-мм палубна гармата 5"/25                                                     | 1 × 127-мм палубна гармата 5"/25                                                     |
| Торпедно- мінне озброєння | 10 × 533-мм торпедних апаратів 24 торпеди                                            | 10 × 533-мм торпедних апаратів 24 торпеди                                            |
| ППО | 1 × 40-мм зенітна гармата Bofors L60 1 × 20-мм автоматична зенітна гармата «Ерлікон» | 1 × 40-мм зенітна гармата Bofors L60 1 × 20-мм автоматична зенітна гармата «Ерлікон» |

«Скейт» (англ. USS Skate (SS-305) — американський дизель-електричний океанський підводний човен типу «Балао», що перебував у складі військово-морських сил США у роки Другої світової війни. «Скейт» був закладений 1 серпня 1942 року на верфі компанії Mare Island Naval Shipyard у Вальєхо, штат Каліфорнія. 4 березня 1943 року він був спущений на воду, а 15 квітня 1943 року увійшов до складу ВМС США.

## Історія служби
Після введення до строю «Скейт» відплив до Перл-Гарбора, а 25 вересня 1943 року попрямував до острова Вейк і незабаром вийшов у свій перший бойовий похід, під час якого він виконував завдання рятувального підводного човна, забезпечуючи авіаносці та екіпажи палубної авіації під час авіаударів по острову, окупованому Японією. На світанку 6 жовтня підводний човен обстріляла ворожа авіація, смертельно поранивши одного з офіцерів екіпажу, коли він намагався допомогти пораненим авіаторам з рятувального плота. Наступного дня «Скейт» підійшов на 4600 м до узбережжя, попри потужний ворожий обстріл, щоб врятувати двох збитих авіаторів. Під час пошуку третього американський човен атакував японський пікіруючий бомбардувальник, і він був змушений різко зануритися, щоб вийти з-під удару. Після короткого повернення на атол Мідвей «Скейт» повернувся на острів Вейк і врятував ще чотирьох льотчиків, перш ніж 29 жовтня припинити свій перший похід на Мідвей.
15 листопада «Скейт» вирушив з Мідвея у другий похід, що проводився біля Трука на Каролінських островах. 25 листопада човен побачив щогли п'яти військових кораблів; але, випустивши серію торпед по авіаносцях, що перекривали один одного, він був відігнаний атакою глибинними бомбами кораблів супроводу.
30 листопада 1943 року «Скейт» безуспішно атакував японські авіаносці «Дзуйхо», «Чуйо» і «Унйо».
21 грудня 1943 року на північ від Трука субмарина торпедувала та потопила вантажне судно Terukawa Maru.
25 грудня «Скейт» виявив величезну ціль — японський «суперлінкор» «Ямато», який переправляв війська до Трука. «Ямато» був найбільшим і найпотужнішим лінкором, коли-небудь побудованим, водотоннажністю 72 808 тонн і озброєним дев'ятьма 460-мм гарматами головного калібру, найбільшими гарматами, які коли-небудь встановлювалися на військових кораблях. Скориставшись нагодою, «Скейт» випустив чотири торпеди, і хоча «Ямато» ухилився від більшості з них, але одна торпеда (маса заряду 270 кг) вибухнула, пробивши борт і створивши пробоїну, через яку лінкор «набрав» близько 3000 тонн води. Боєздатність корабля серйозно постраждала через затоплення льоху кормової башти головного калібру. У січні — квітні 1944 року «Ямато» пройшов ремонт і модернізацію в Куре.
5 лютого 1944 року «Скейт» вийшов з Мідвея в третій бойовий похід у район Каролінських островів, на підтримку операції «Хейлстоун», коли авіаносці здійснювали рейд на японські позиції на острові Трук. 16 лютого, увечері перед авіаударом, «Скейт» перехопив японський легкий крейсер, який перед цим пережив торпедну атаку підводного човна «Скемп». «Скейт» випустив чотири торпеди, дві з яких влучили в ціль. Пізніше було встановлено, що затонув японський легкий крейсер «Агано». Після авіаударів і подальшого патрулювання в цьому районі 17 березня субмарина повернулася в Перл-Гарбор.
Під час свого четвертого військового патрулювання біля островів Бонін з 11 квітня по 31 травня «Скейт» влучив у вороже вантажне судно, спричинивши непідтверджені пошкодження, а 14 травня 1944 року потопив ворожий сампан.
23 червня 1944 року «Скейт» вирушив з Мідвея у свій п'ятий військовий патруль, який проводився біля Курильських островів. 7 липня він перехопив конвой з п'яти суден і есмінців ескорту, випустив три торпеди і потопив міноносець «Усугумо». Підводний човен був змушений піти на глибину, уникаючи ударів інших кораблів супроводу, та продовжував маневрувати на глибині понад дві години, перш ніж втекти. 15 липня підводний човен потопив вантажне судно з двома полоненими, а наступного дня ще одне вантажне судно також було відправлено на дно. 7 серпня «Скейт» завершив своє п'яте патрулювання в Перл-Гарборі.
Вирушивши з Перл-Гарбора 9 вересня, «Скейт» відплив до островів Рюкю, розпочавши шосте військове патрулювання. Він здійснив фоторозвідку Окінави, а 29 вересня 1944 року потопив невеликий патрульний корабель і вантажне судно. Після повернення до Перл-Гарбора він став на капітальний ремонт на верфі Hunters Point Navy Yard, у Сан-Франциско.
11 квітня 1945 року «Скейт» вирушив у сьомий бойовий похід, увійшовши до ударної групи підводних човнів, що виконувала завдання в Японському морі. Вранці 10 червня він атакував і потопив японський підводний човен I-122, що перебував на поверхні. Через два дні, перебуваючи біля півострова Нанто, він уникнув обстрілу ворожих кораблів і атаки ворожого ескорту, і потопив три вантажні судна. «Скейт» припинив своє сьоме військове патрулювання 4 липня 1945 року.
5 серпня 1945 року «Скейт» вирушив з Перл-Гарбора для свого восьмого військового патрулювання; але, прямуючи до зони патрулювання, він отримав повідомлення про капітуляцію Японії та повернувся до порту, а потім відплив до Сан-Дієго. Протягом наступних чотирьох місяців він брав участь у тренувальних операціях уздовж західного узбережжя, а потім відплив до Перл-Гарбора, куди прибув 9 січня 1946 року. 21 травня він прибув до атолу Бікіні, Маршаллові острови, де його використали в ролі корабля-мішені в операції «Кросроуд», випробуванні атомної бомби.